# Cossonay
Cossonay (toponimo francese) è un comune svizzero di 3 642 abitanti del Canton Vaud, nel distretto di Morges.

## Storia
Cossonay è stato capoluogo dell'omonimo distretto dal 1798 fino alla sua soppressione.
Cossonay ospita resti archeologici risalenti al periodo romano e medioevale. La prima attestazione di un insediamento abitato risale al 1096, con il nome di Cochoniacum. Nel 1164 appare come Cosonai, e nel 1228 come Cossonai.
Nel 1096, Ulrich von Cossonay donò la chiesa locale al monastero di Romainmôtier. Nel 1224 fu ceduta nuovamente al monastero benedettino di Lutry, che nella seconda metà del secolo costituì un priorato.
La cinta muraria, costruita nell'XI secolo, fu nuovamente edificata e ampliata nei secoli XIII e XIV. I Baroni di Cossonay si trovarono così a regnare su un territorio che si estendeva da La Chaux a Boussens e da Dizy a Gollion. Cossonay ricevette il titolo di città nel 1264.
Verso la fine del XIV secolo, un incendio distrusse gran parte della città e dei suoi archivi storici. Morto il principe Ludovico nel 1418, tre più tardi Cossonay fu assoggettata da Amedeo di Savoia alla signoria del Piemonte.

Quando il cantone di Vaud fu conquistato dai bernesi nel 1536, la città fu trasferita nel territorio amministrativo di Morges. Il Paese di Vaud continuerà a far parte del Cantone di Berna per tre secoli  fini all'ottenimento dell'indipendenza nel 1898.

Con l'Atto di Mediazione del 1803, Vaud divenne un Cantone distinto della Confederazione Elvetica. Il 14 aprile 1803 il Gran Consiglio del cantone, presieduto dall'ex prefetto nazionale Henri Monod, indirizzò al Proconsole Francese in Svizzera la richiesta di riconoscere il popolo di Vaud come libero e sovrano.

## Monumenti e luoghi d'interesse

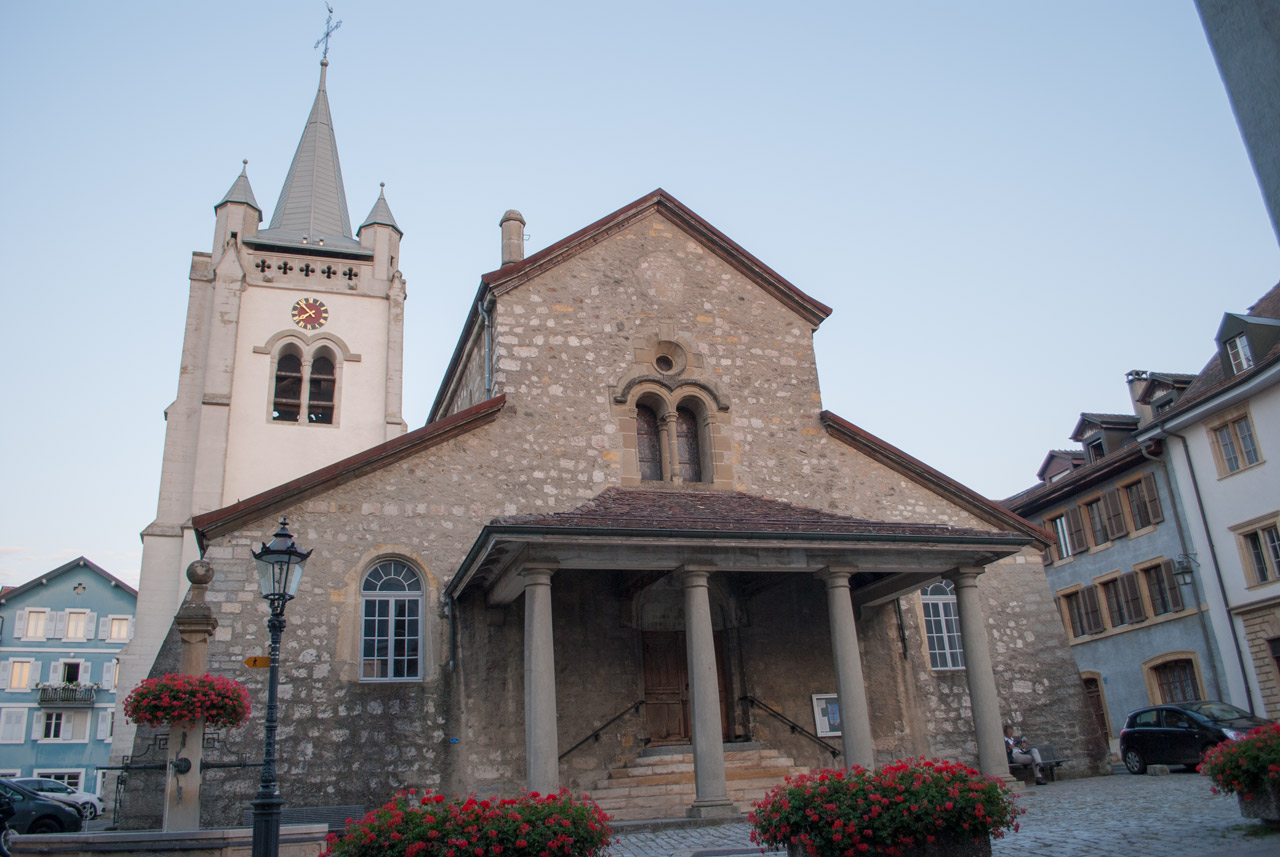
La chiesa dei Santi Pietro e Paolo

- Chiesa riformata dei Santi Pietro e Paolo, eretta nell'VIII secolo e ricostruita nel IX e nell'XI-XIII secolo, con campaninile del XV e portico del XIX[1].

## Società

### Evoluzione demografica
L'evoluzione demografica è riportata nella seguente tabella:
Abitanti censiti

## Infrastrutture e trasporti

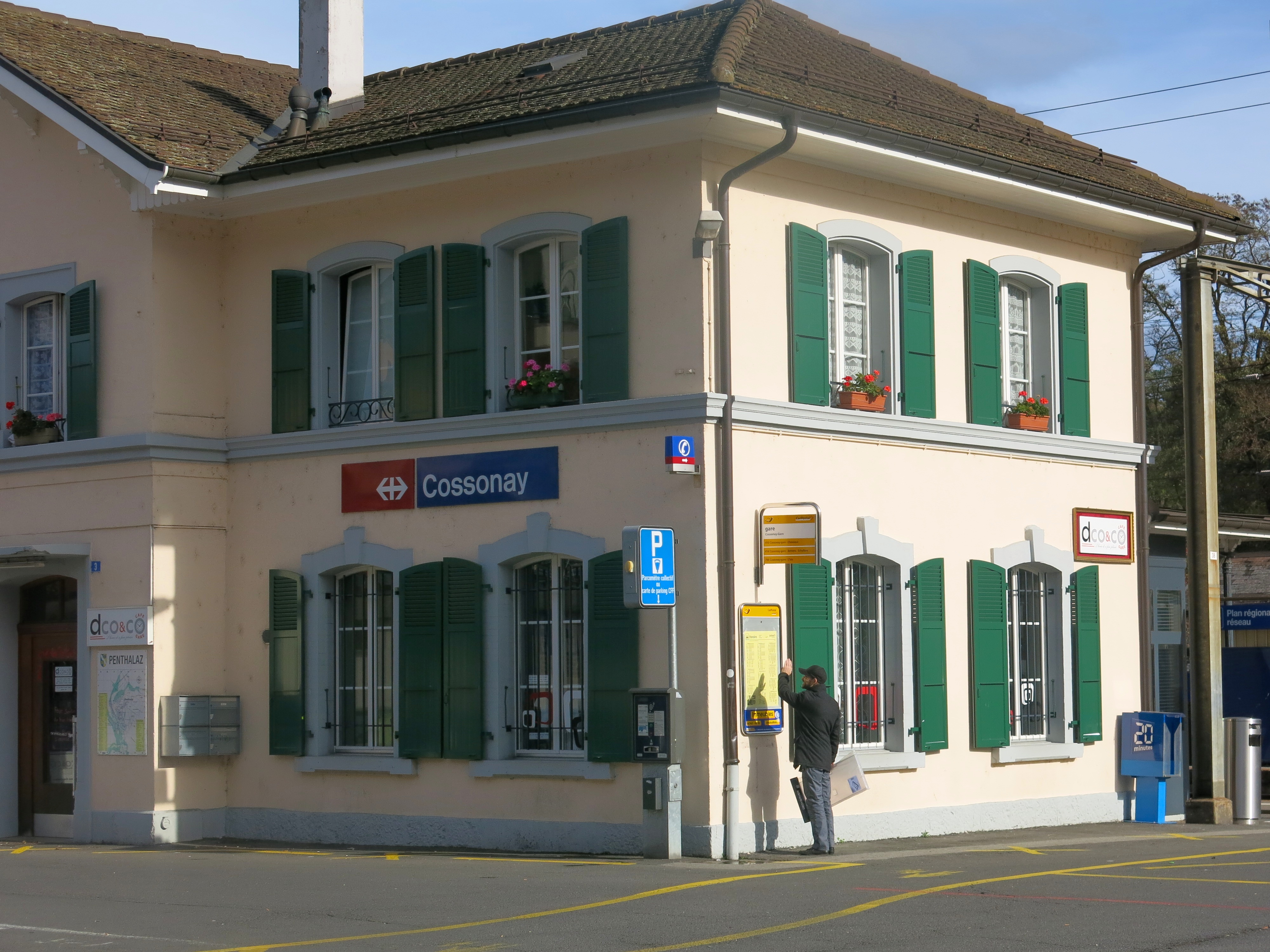
La stazione di Cossonay-Penthalaz

Cossonay è servito dalla stazione di Cossonay-Penthalaz, sulla ferrovia Olten-Losanna. Dalla stazione parte una funicolare per Cossonay.

## Amministrazione
Ogni famiglia originaria del luogo fa parte del cosiddetto comune patriziale e ha la responsabilità della manutenzione di ogni bene ricadente all'interno dei confini del comune.